# Parinari

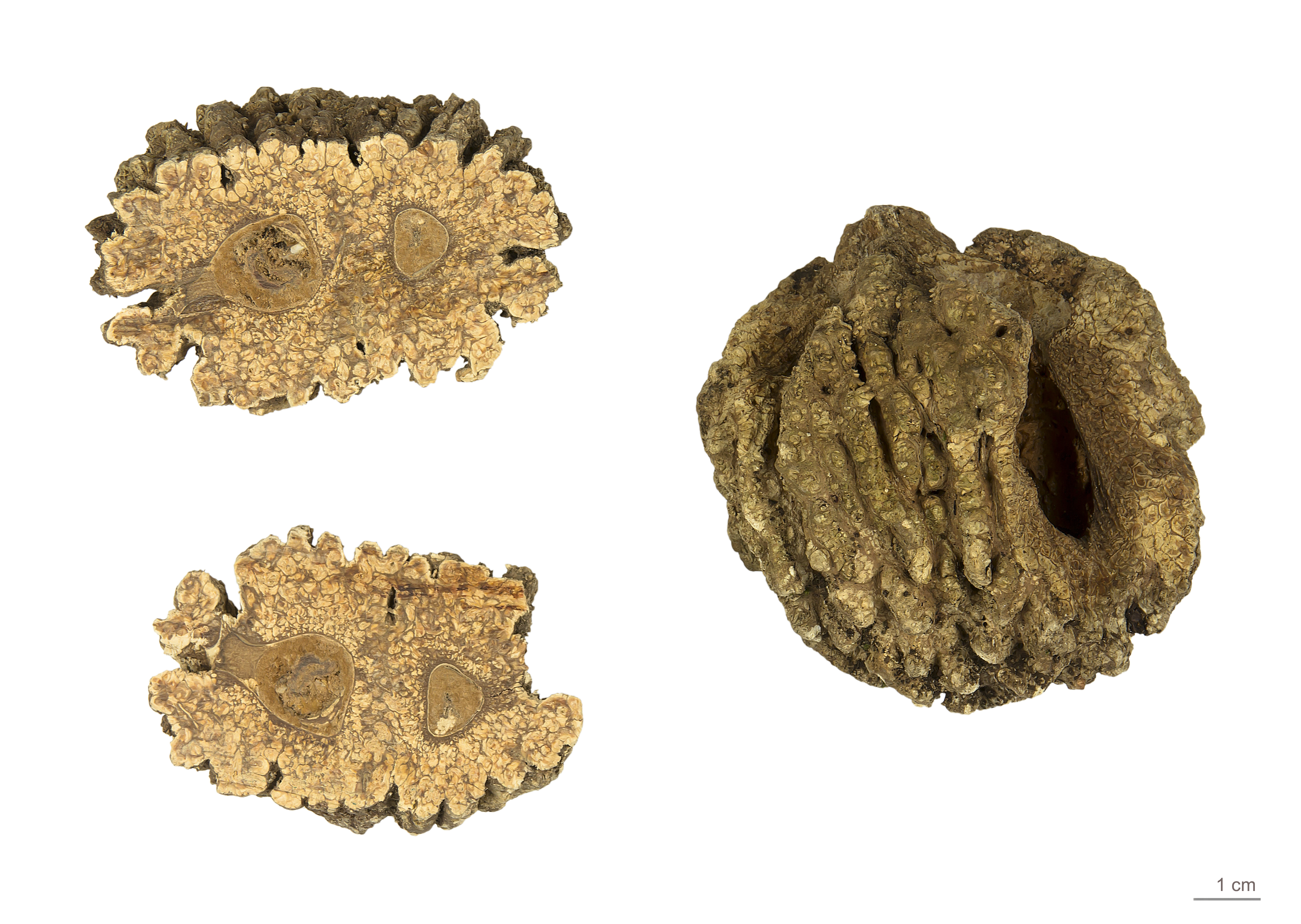
Parinari montana - MHNT

Parinari es un género con 90 especies de plantas  perteneciente a la familia Chrysobalanaceae. Está ampliamente distribuido por las regiones tropicales.

## Taxonomía
El género fue descrito por  Jean Baptiste Christophore Fusée Aublet y publicado en Histoire des Plantes de la Guiane Françoise 1: 514, t. 204–205. 1775. La especie tipo es: Parinari campestris Aubl.

## Especies seleccionadas
- Parinari albida Craib
- Parinari alvimii Prance
- Parinari amazonica Mart.
- Parinari romeroi